# Sœurs missionnaires catéchistes du Sacré-Cœur
Les Sœurs missionnaires catéchistes du Sacré-Cœur forment une congrégation religieuse féminine de droit pontifical.

## Historique

### L'origine de la congrégation: les tirailleurs sénégalais blessés au combat
Dans la nuit du 27 au 28 novembre 1914, un convoi de blessés arrive à l’hôpital de Menton. Les tirailleurs sénégalais blessés au combat viennent y recevoir des soins d'urgence et vivre un temps de convalescence.
Deux sœurs, Alice et Marie-Thérèse se mettent alors au service de l'infirmerie et découvrent chez ces soldats, perdus sur une terre étrangère, un appel à servir les plus pauvres et à annoncer l'Évangile en Afrique.
Après la Guerre et le retour des soldats, en 1922, avec l’appui du Père Jean-Marie Chabert, supérieur de la Société des missions africaines, Alice et Marie-Thérèse fondent l’Institut des Missionnaires Catéchistes du Sacré-Cœur. Le Père Chabert leur donne le cœur du charisme de leur nouvelle congrégation, et désire qu'elles soient animées par un esprit "de charité et d'amour".

### La fondation: naissance d'une congrégation et mort d'une fondatrice
La congrégation est fondée à Menton le 25 décembre 1922 par Alice et Marie Thérèse Munet. L'institut obtient la reconnaissance diocésaine de l'évêque de Nice Monseigneur Henri-Louis Chapon qui demande au Père Chabert d'en être le premier supérieur.
Peu après, Alice Munet, dont la santé était fragile, vient à mourir le 3 juillet 1924, mais sa sœur Marie-Thérèse continue son œuvre. Les premières novices sont accueillies à la villa de la Vierge, la maison familiale à Menton.

### Les premières missions
La première mission part en 1926 pour Kpandu au Ghana. Malgré les différences de point de vue entre le père Chabert et Marie Thérèse, les fondations se poursuivent au Ghana, Togo, Cote d’Ivoire, Bénin.
Le 25 mars 1933, le Père Chabert décède brutalement.
En 1933, à la demande de Monseigneur Augustin Simeone (de), évêque de Fréjus, les sœurs s’installent à Toulon et ouvrent un foyer pour les soldats africains.
Pendant la guerre 1939-1945, les sœurs des foyers suivent les soldats dans leurs déplacements et constituent des foyers itinérants surtout dans le Sud-Ouest.

### L'Après-Guerre: de la reconnaissance à l'élan missionnaire du concile Vatican II
Du 4 au 7 mai 1949, le premier Chapitre Général est convoqué en vue d’adopter les Nouvelles Constitutions, la guerre ayant retardé l’avancée des travaux. Le 30 décembre 1949, la congrégation reçoit l'approbation définitive de ses statuts.
Dans le contexte plus général de la décolonisation, l'ouverture de maisons se poursuit, d’autres sont remplacées par des communautés autochtones. Ainsi en 1952, à la demande de Monseigneur Joseph-Paul Strebler, de la Société des missions africaines et archevêque de Lomé, l’Institut aide à la formation d’une jeune congrégation togolaise : « Les Sœurs Notre Dame de l’Église ». Les Missionnaires catéchistes bénéficient de l'élan missionnaire du second concile du Vatican entre 1958 et 1962 et sont encouragées à poursuivre dans ce sens l'effort missionnaire. En 1968, la  congrégation abrège son nom de Petites servantes du Sacré-Cœur missionnaires catéchistes des noirs en Afrique pour devenir les Sœurs missionnaires catéchistes du Sacré-Cœur.
En 1997, les missionnaires catéchistes ouvrent un noviciat à Parakou au Bénin, et en 2001 elles ouvrent un centre pour la formation des catéchistes à Doumé au Cameroun.

## Activités et diffusion
Les missionnaires catéchistes se dédient principalement à l'encouragement de l'adoration eucharistique, à la première évangélisation et aux soins des pauvres par leur intégration dans la vie communautaire.
La maison généralice est à Saint-Didier-au-Mont-d'Or.
Actuellement, on compte parmi les missionnaires catéchistes plus de six nationalités parmi lesquelles des Françaises, Hollandaises, Polonaises, Béninoises, Burkinabé, Togolaises. Les missions des sœurs sont réparties au Cameroun, Bénin, Togo et en France.